# یان لنیتسا

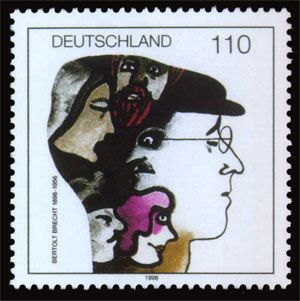
تصویرسازی تمبر اثر یان لنیتسا

یان لنیتسا (یان لنیکا؛ ژان لنیکا)(Jan Lenica)متولد۴ ژانویه ۱۹۲۸، پوزنان، لهستان - ۵ اکتبر سال ۲۰۰۱، برلین) یک طراح گرافیک و کارگردان پویانمایی (انیمیشن)، نویسنده و منتقد هنری و از بانیان مکتب پوستر لهستانی بود.
در دهه ۱۹۵۰ به ورشو نقل مکان کرد و از سال ۱۹۶۳ در پاریس زندگی کرد او پروفسور دانشگاه‌های شهرهای کاسل و برلین بود و دهه پایانی زندگی‌اش را در برلین سپری کرد.
در سال ۱۹۵۲ از مدرسه معماری پلی تکنیک ورشو دانش‌آموخته شد. لنتیسا از سال ۱۹۳۵ تصویرسازی و طراحی در مجلات را آغاز کرد و در سال ۱۹۵۰ اولین پوسترهای خود را برای تئاتر و سینما خلق کرد. او برای کتابهای کودکان تصویرسازی می‌کرد و طراح صحنه تئاتر نیز بود.
او جوایز زیادی را برای کارهای هنری (از جمله جایزه دو سالانه بین‌المللی پوستر فیلم ورشو در کارلووی واری) دریافت کرده‌است.
در سال ۱۹۹۹ از جشنواره فیلم کراکوف جایزه یک عمر دست‌آورد را با نام اژدهای اژدهایان بدست آورد.
از فیلم‌ها یا مجموعه‌های تلویزیونی که وی در آن‌ها نقش داشته‌است می‌توان به خانه اشاره نمود.